# Nasiba Abdullayeva
 (novembre 2023).
Pour les articles homonymes, voir Abdullaeva.
Nasiba Abdullaeva (ouzbek : Nasiba Abdullayeva) est une chanteuse pop soviétique et ouzbèke, artiste du peuple d'Ouzbékistan (1993) et artiste du peuple d'Azerbaïdjan (2022). Elle a interprété des chansons en ouzbek, persan, azéri, arabe, tadjik, russe et d'autres langues.

## Biographie
Nasiba Abdullaeva est née le 15 novembre 1961 à Samarcande, dans une famille ouvrière. Son père s'appelle Melik Yarmukhamedov et sa mère Khalchuchuk Halimakulova. Elle est la septième et plus jeune enfant de la famille,. En tant qu'enfant, elle étudie dans une école de musique, dans la classe d'accordéon. Après une tentative infructueuse d'entrer à l'Institut d'Architecture et de Génie Civil, elle a travaillé en tant que professeure de musique dans une école.
En 1980, elle est invitée en tant que soliste dans le nouvel ensemble vocal-instrumental Samarkand. Après avoir obtenu son diplôme en 1989 de l'Institut d'État des Arts et de la Culture de l'Ouzbékistan, elle commence à travailler à la Philharmonie d'État de l'Ouzbékistan.
En 1990, elle sort son premier album solo Ayriliq. Après son divorce en 2000, elle quitte la scène pendant deux ans.
En 2002, elle revient sur scène. Depuis 2004, elle enseigne un cours au Conservatoire d'État, au département des arts du spectacle variétés.
En 2018, un extrait de la chanson Farida est  utilisé dans une publicité pour la maison de mode Fendi.
Le 30 août 2022, Nasiba Abdullayeva s'est vu décerner le titre honorifique d'Artiste du Peuple de l'Azerbaïdjan par décret du Président de l'Azerbaïdjan.

## Récompenses
- Artiste émérite de la RSS d'Ouzbékistan (1987)
- Artiste du peuple d'Ouzbékistan (1993)[5]
- Ordre «Mehnat Shuhrati» (1999)[6]
- Commande «Fidokorona xizmatlari uchun» (2018)
- Artiste du peuple d'Azerbaïdjan (2022)[7]

## Discographie
- 1980 : Bari gal
- 1980 : Samarkand
- 1990 : Ayriliq
- 2000 : Sog'inch
- 2002 : Umr Bahori
- 2006 : Eslanar
- 2014 : Baxt oʻzi nimadur?